# Arthur Hawes
Arthur Robert Hawes (2 tháng 10 năm 1895 – 1963) là một cầu thủ bóng đá người Anh thi đấu cho Sunderland ở vị trí inside forward. Ông có màn ra mắt cho Sunderland vào ngày 24 tháng 12 năm 1921 trước West Bromwich Albion trong chiến thắng 5–0 tại Roker Park nơi ông ghi được 2 bàn thắng. Ông từng thi đấu cho Sunderland từ năm 1921 đến năm 1927 nơi ông có 139 lần ra sân ở giải vô địch và ghi 39 bàn.